# 古道子
古道子，南北朝北齐河内人。
他的父亲古起，担任北魏太中大夫。天保七年（556年），齐文宣帝诏令校定群书，怀州秀才古道子、与樊遜、冀州秀才高乾和、瀛州秀才马敬德、许散愁、韩同宝、洛州秀才傅怀德、广平郡孝廉李汉子、渤海郡孝廉鲍长暄、阳平郡孝廉景孙、前梁州府主簿王九元、前开府水曹参军周子深等十一人同被尚书所召，参与刊定。古道子做事干练，当官以能力出众知名，历任检校御史、司空田曹参军。古道子以司徒户曹参军进入文林馆中编纂《御览》。